# Sale el sol
Sale el sol (span. „die Sonne geht auf“) ist ein am 15. Oktober 2010 erschienenes Studioalbum der kolumbianischen Sängerin Shakira. Es ist ihr neuntes Studioalbum.

## Hintergrund
Das mehrheitlich spanischsprachige Album Sale el sol orientiert sich musikalisch am Latin Rock der Alben Pies descalzos und ¿Dónde están los ladrones?, enthält aber auch Elemente des Merengue und anderer lateinamerikanischer Musikstile. Sie kehrt damit im Gegensatz zum Vorgänger She Wolf, das stark vom Dance- und Elektro-Stil gekennzeichnet war, zu ihren lateinamerikanischen Wurzeln zurück, die beiden Singles Loca und Rabiosa sind sowohl auf Englisch als auch auf Spanisch aufgenommen worden und befinden sich zweimal auf dem Album. Die erste Single Loca (mit Dizzee Rascal als Duettpartner) wurde mit El Cata in einer spanischen Version veröffentlicht, der auch bei Rabiosa anstelle von Pitbull als Gastmusiker der spanischen Ausgabe auftritt.
Das Lied Islands ist eine Coverversion des gleichnamigen Lieds der Band The xx aus dem Jahr 2009.
Unter den 16 Liedern (zuzüglich Bonustracks) befindet sich auch der offizielle Song der Fußball-Weltmeisterschaft 2010 Waka Waka (This Time for Africa), der bereits im Juni 2010 erschienen war.

## Titelliste
1. Sale el sol
2. Loca (feat. Dizzee Rascal)
3. Antes de las seis
4. Gordita (feat. Residente Calle 13)
5. Addicted to You
6. Lo que más
7. Mariposas
8. Rabiosa (feat. Pitbull)
9. Devoción
10. Islands
11. Tu boca
12. Waka Waka (This Time for Africa) K-Mix

Bonustitel
1. Loca (feat. El Cata)
2. Rabiosa (feat. El Cata)
3. Waka Waka (esto es África) (K-Mix)
4. Waka Waka (This Time for Africa) (The Official 2010 FIFA World Cup Song) (feat. Freshlyground)

## Rezeption

### Rezensionen
Das Album wurde unterschiedlich gut aufgenommen. Während es von US-amerikanischen Medien größtenteils positiv rezensiert wurde, kritisiert Josef Gasteiger von laut.de die Platte wegen fehlender Substanz und bezeichnet die meisten Songs als unspektakulär. Auch die Seite Plattentests.de bewertet das Album lediglich durchschnittlich. Gelobt wird zwar ihre Stimme, mit der sie sich von der Masse abhebe, allerdings habe man das Gefühl, dass Shakira sich Verkaufsstrategien anpasse und sich bei dem Album nicht in eine klare Richtung orientiere.

### Preise
Bei den Latin Grammy Awards 2011 wurde Sale el sol als bestes Album einer Sängerin ausgezeichnet. Zudem gewann es bei den Billboard Latin Awards in den Kategorien „Latin Album of the Year“, „Latin Pop Album of the Year“ und „Latin Digital Album of the Year“.

## Kommerzieller Erfolg

### Chartplatzierungen
| ChartsChartplatzierungen       | Höchstplatzierung | Wochen |
| ------------------------------ | ----------------- | ------ |
| Deutschland (GfK)              | 6 (38 Wo.)        | 38     |
| Österreich (Ö3)                | 3 (44 Wo.)        | 44     |
| Schweiz (IFPI)                 | 2 (49 Wo.)        | 49     |
| Spanien (Promusicae)           | 1 (63 Wo.)        | 63     |
| Vereinigte Staaten (Billboard) | 7 (20 Wo.)        | 20     |

| ChartsJahrescharts (2010) | Platzierung |
| ------------------------- | ----------- |
| Deutschland (GfK)         | 53          |
| Österreich (Ö3)           | 42          |
| Schweiz (IFPI)            | 13          |
| Spanien (Promusicae)      | 13          |

| ChartsJahrescharts (2011) | Platzierung |
| ------------------------- | ----------- |
| Österreich (Ö3)           | 42          |
| Schweiz (IFPI)            | 15          |
| Spanien (Promusicae)      | 13          |

### Auszeichnungen für Musikverkäufe
| Land/Region               | Auszeichnungen für Musikverkäufe (Land/Region, Auszeichnung, Verkäufe) | Verkäufe  |
| ------------------------- | ---------------------------------------------------------------------- | --------- |
| Argentinien (CAPIF)       | Platin                                                                 | 40.000    |
| Belgien (BRMA)            | Platin                                                                 | 30.000    |
| Brasilien (PMB)           | Diamant                                                                | 160.000   |
| Chile (IFPI)              | Platin                                                                 | 15.000    |
| Deutschland (BVMI)        | Platin                                                                 | 200.000   |
| Frankreich (SNEP)         | Diamant                                                                | 500.000   |
| Italien (FIMI)            | 2× Platin                                                              | 100.000   |
| Kanada (MC)               | Platin                                                                 | 80.000    |
| Kolumbien (ASINCOL)       | Diamant                                                                | 200.000   |
| Mexiko (AMPROFON)         | Diamant                                                                | 300.000   |
| Österreich (IFPI)         | Platin                                                                 | 20.000    |
| Polen (ZPAV)              | 2× Platin                                                              | 40.000    |
| Portugal (AFP)            | Platin                                                                 | 20.000    |
| Russland (NFPF)           | Platin                                                                 | 20.000    |
| Schweden (IFPI)           | Gold                                                                   | 20.000    |
| Schweiz (IFPI)            | 2× Platin                                                              | 60.000    |
| Spanien (Promusicae)      | 2× Platin                                                              | 80.000    |
| Ungarn (MAHASZ)           | Platin                                                                 | 6.000     |
| Venezuela (APFV)          | Platin                                                                 | 14.613    |
| Vereinigte Staaten (RIAA) | Diamant                                                                | 600.000   |
| Insgesamt                 | 1× Gold · 18× Platin · 5× Diamant ·                                    | 2.505.613 |

Hauptartikel: Shakira/Auszeichnungen für Musikverkäufe